# 古賀幸一郎
古賀 幸一郎（こが こういちろう、1984年8月30日 - ）は、日本の元男子バレーボール選手。

## 来歴
長崎県佐世保市出身。姉がバレーボールをやっていて親に勧められたのをきっかけに小学4年からバレーボールを始める。
佐世保北高校でのポジションはアタッカーで、2年生の時には長崎県内準優勝、3年生の時にもベスト4へ進出。リベロとして国体に選出され、キャプテンを務めながら5位入賞を果たす。
国際武道大学進学後に、リベロの素質を見抜いた徳永文利監督に命じられてリベロに転向し、3年次からレギュラーに定着した。
2007年4月にNECブルーロケッツに入団。新人ながらレギュラーを獲得し（連続出場試合記録、歴代1位更新）、5月の第56回黒鷲旗大会優勝に貢献、ベストリベロ賞を受賞した。同年ユニバーシアード代表に選出され出場した。
2009年5月、NECが業績悪化・業績不振の為、無期限休部を発表。
移籍先が決らず路頭に迷うが、2009年8月に豊田合成トレフェルサ（現・ウルフドッグス名古屋）へ移籍。
2009年度日本代表登録メンバーに初選出された。2010年、2013-16年度にも日本代表登録メンバーに選出された。
2013/14 Vプレミアリーグにおいて、ベストリベロ及びサーブレシーブ賞を獲得した。
2014年ワールドリーグ中のケガで右足首の手術をしている。成績不振で下位が続いたものの、2013年のアンディッシュ・クリスティアンソン監督との出会い、またチームキャプテン就任により、チームが大きく変貌を遂げる。
2014/15V・プレミアリーグでは3位、2015/16シーズンは、天皇杯で優勝を果たし、2015/16V・プレミアリーグでも優勝を果たす。2016/17及び2017/2018 Vプレミアリーグでは2位。2018-19シーズンまでに4シーズン連続6度のサーブレシーブ賞、6シーズン連続のベストリベロ賞を受賞し、Vリーグで輝かしい記録を残す一方で、日本代表では、世界選手権、ワールドカップといった世界三大大会の出場メンバーに選出されることはなかった。
2019-20シーズン、2020年2月2日、パナソニックパンサーズ戦でアキレス腱損傷（断裂）を負い、35歳にして長期離脱を余儀なくされた。
2020-21シーズン終了をもって現役引退。2021年3月28日のV・レギュラーラウンド最終戦終了後に引退セレモニーが行われ、それをもってユニフォームを脱ぐこととなった。その試合は、弟・古賀太一郎が在籍するFC東京が対戦相手で、引退の理由ともなったアキレス腱断裂を負ったパークアリーナ小牧（小牧市スポーツ公園総合体育館）が会場である。支えてきたファン、両親、家族をはじめたくさんの方々に最後の姿を見せられ、兄弟対決は最高の親孝行になると意気込んだ。最終戦は1年ぶりにスタメンリベロとして出場となり、太一郎との兄弟対決が実現し、これが引退試合となった。試合はWD名古屋がストレートで勝ち有終の美を飾った。引退セレモニーでは、太一郎と自身の3人の子供から花束が贈られた。
このシーズンで代わりにリベロとして出場していたのは、入団2年目の小川智大で、小川はサーブレシーブ賞とベストリベロ賞を受賞した。前シーズンの古賀の負傷後も小川が代わりに出場を続け、小川がそのまま古賀の後を継ぐ形となった。
2023年より、愛知工業大学名電高等学校バレーボール部の専属コーチに就任した。

## 人物・エピソード
- 得意なプレーは二段トスである。
- 既婚で息子1人、娘が2人いる[2][18]。
- 小学2年生からバレーボールを始める。
- 中学時代のバレーボール部では同級生が3人だけで、中学2年生ではバレーボール部員が3名しか集まらずバスケットボール部から2名を引き抜き、それでも6名には届かず、テニス部から残り1名を借りて試合に挑んでいた[2]。バレーボールができ、試合に出場できる喜びを心底感じていた。中学3年生になると、バレーボール経験者の転校生も加わり、最後の試合では佐世保市内の大会で3位となり、県大会出場を果たす。
- 高校でのポジションはアタッカーで、2年生の時には長崎県内準優勝、3年生の時にもベスト4へ進出。リベロとして国体に選出され、キャプテンを務めながら5位入賞を果たす。
- 国際武道大学進学後、正式にリベロへポジション変更し、大学2年生から本格的に試合に出始める。3年次にスカウトを受け、将来的にバレーボールを職業として志し始めた。
- 2009年5月、右膝の手術を受けることが決まる。
- 2012年には、弟で同じくリベロの古賀太一郎も豊田合成に入団した[18]。
- 2013年、アンディッシュ・クリスティアンソン新監督の下でウエイトトレーニングのメニューが強化され、わずか3ヶ月でジャンプ力が10cmも伸びたという[2]。
- 2014年ワールドリーグ中のケガで右足首の手術をしている。
- 現役引退後の2021年4月8日-10日、古巣であるNECの女子チームであるV1女子のNECレッドロケッツに訪問し、男子バレーボール界での経験を伝える[19]。NECブルーロケッツ所属時代の先輩である金子隆行が同チームの監督を務めている事もありこの企画が実現となった[19]。

## 所属チーム
- 佐世保市立光園小学校
- 佐世保市立花園中学校
- 長崎県立佐世保北高等学校
- 国際武道大学
- NECブルーロケッツ（2007-2009年）
- 豊田合成トレフェルサ/ウルフドッグス名古屋（2009-2021年） #10

## 球歴
- 日本代表 - 2009-2010年、2013-16年

## 受賞歴
- 2005年 - 秋季関東大学Ⅰ部リーグ ベストリベロ賞
- 2007年 - アジアチャレンジカップ ベストリベロ賞
- 2006年 - アジアチャレンジカップ日本代表
- 2007年 - ユニバーシアード日本代表
- 2007年 - アジアチャレンジカップ日本代表
- 2007年 - 第56回黒鷲旗全日本男女選抜大会 ベストリベロ賞、優勝
- 2011年 - 2010/11V・プレミアリーグ サーブレシーブ賞
- 2014年 - 2013/14V・プレミアリーグ ベストリベロ賞、サーブレシーブ賞
- 2015年 - 2014/15V・プレミアリーグ ベストリベロ賞
- 2016年 - 2016年AVCアジアクラブ選手権 ベストリベロ賞、3位
- 2016年 - 2015/16V・プレミアリーグ ベストリベロ賞、サーブレシーブ賞、Vリーグ栄誉賞（10シーズン以上、230試合以上出場）、優勝
- 2017年 - 2017年AVCアジアクラブ選手権 ベストリベロ賞、2位
- 2017年 - 2016/17V・プレミアリーグ ベストリベロ賞、サーブレシーブ賞
- 2018年 - 2017/18V・プレミアリーグ ベストリベロ賞、サーブレシーブ賞、Vリーグ栄誉賞（Vリーグ日本記録賞サーブレシーブ部門）
- 2019年 - 2018-19 V.LEAGUE DIVISION1 ベストリベロ賞、サーブレシーブ賞、Vリーグ栄誉賞（個人賞多回数受賞）

### Vプレミアリーグ受賞記録
- Vプレミアリーグ 6年連続6回 ベストリベロ賞
- Vプレミアリーグ 4年連続6回 サーブレシーブ賞
- Vプレミアリーグ 連続試合出場 日本記録（325試合[11]）
- Vプレミアリーグ サーブレシーブ成功率 日本記録（77.2% - 2010/11V・プレミアリーグ[20]）
- Vプレミアリーグ 特別賞